# مايك كيلي (لاعب كرة قاعدة أمريكي)
مايك كيلي (بالإنجليزية: Mike Kelly)‏ هو لاعب كرة قاعدة أمريكي، ولد في 9 نوفمبر 1902 في سانت لويس في الولايات المتحدة، وتوفي في 26 أبريل 1982 في موديستو في الولايات المتحدة.

## وصلات خارجية
- مايك كيلي (لاعب كرة قاعدة أمريكي) على موقعبيزبول رفرنس.كوم (الدوري الرئيسي) (الإنجليزية)